# Granát typu 4
Granát typu 4 byl jedním z granátů používaných japonskou armádou za druhé světové války. Jedná se o keramickou kouli naplněnou výbušnou směsí. Doutnák se zapálil a voják měl pět sekund na odhoz na nepřítele. Byl to v poměru k ceně levný a efektivní japonský granát.